# Csécsei Zoltán
Csécsei Zoltán (Marcali, 1984. július 25. –) magyar amatőr hosszútávfutó és ultramaratonista, világbajnoki csapat-ezüstérmes, 24 órás futópados világcsúcstartó, Guinness rekorder, Spartathlon- és Ultrabalaton-arany és ezüstérmes, többszörös magyar bajnok és 24 órás országos csúcstartó. 

## Életút[1]
Szülei, István és Zsuzsanna nevelték fel őt és két fiatalabb testvérét Tibort és Tamást. A helyi Mikszáth Kálmán Utcai Általános Iskolában végezte el az első nyolc osztályt. Szorgalma már gyermek korában is megmutatkozott, 14 éves kora óta minden nyarat végigdolgozott. Gyermekkorában zenész szeretett volna lenni, 7 évet tanult zeneiskolában. Klarinéton játszott, tervei között szerepelt a Zeneművészeti Főiskola, de sajnos egy szerencsétlen baleset miatt abba kellett hagynia zenei tanulmányait. Szülei tanácsára indult el a faipari szakmunkás irányába. A Kaposvári Építőipari és Faipari Szakközépiskolában érettségizett, majd az ott megszerzett tudását Sopronban kamatoztatta tovább. A Nyugat-magyarországi Egyetem Faipari Mérnöki Karán faipari mérnöki diplomát szerzett. Ezt követően az építőiparban kezdett el dolgozni asztalosként és gerendaház-építő szakmunkásként, és idővel kitanulta a lakásfelújítás teljes mesterségét.
Első munkahelyén egy faipari gerendaépítő cégnél dolgozott, amíg a gazdasági világválság hatására meg nem szűnt a cég. Ezt követően saját vállalkozásba kezdett burkolóként. A válság idején egy nehéz időszakban tanult bele a lakásfelújítás mesterségébe, ahol mindenféle megoldandó problémával találkozott, és ez a kiváló problémamegoldó képessége az ultrafutás során felmerülő nehéz helyzetekben is gyakran segítségére van.  
Ez idő alatt képezte és specializálta saját magát hideg- és melegburkolásra. Mérnöki precizitása miatt ezek a területek voltak számára a legkézenfekvőbb irányok. Mindig mindent maximális koncentrációval végez, legyen az horgászat, lakásfelújítás vagy egy ultrafutóverseny, mindig mindent megtesz a célja elérése érdekében. Ezt a pozitív hozzáállását édesapjától örökölte. 
Nem csak kitartó, de segítőkész is. Szeretett volna másoknak is segíteni a futásban való fejlődés során. Nem hagyja, hogy tanítványai ugyanazokat a hibákat elkövessék, amelyeket ő elkövetett. Ennek érdekében 2018-ban elvégezte a testépítő- és fitneszoktatói képzést az ART edzőképző iskolában, majd 2020-ban a személyi edző képesítést is megszerezte az IWI nemzetközi Fitnesziskolában, melyet már Beátával, a feleségével együtt végeztek el.   
Jelenleg Tárnokon élnek kislányukkal, Mirával. Beátával Zoltán élete első 12 órás futóversenyén ismerkedett meg, ahol 121 km-t futott, ezzel megszerezve a 11. helyet.      
2015. augusztus 16-án a Deseda Ultra futóversenyen, ahol első helyen végzett, 252 km megtétele után a célban kérte meg Beáta kezét. Egy szűk esztendő elteltével, 2016. június 25-én össze is házasodtak. Kislányuk, Mira 2019. augusztus 19-én látott napvilágot.     

## Sportpályafutása[3]
Fiatalon, 16 éves korában gyúrással, testépítéssel foglalkozott, és ezt is folytatta egészen 18 éves koráig. Főiskolán és az azt követő időszakban felhagyott a sportolással, majd édesapja halálát követően egy kardiológus ismerőse tanácsára 25 évesen elkezdett futni, kerékpározni és úszni. Nagyon megtetszett neki a triatlon és az Ironman világa. Első maratoni távját is egy Ironman verseny keretén belül abszolválta. Utóbbiból 6 sikeres teljesítése van, melyből 4 a híres Nagyatádi Ironman. Viszont idővel csak a futás maradt meg, hiszen munkája mellett a 3 különböző sportágra való felkészülés túl sok időt vett volna igénybe, és mivel a futásban volt a legjobb, így ebbe fektette idejét és energiáját. Az úszás és a kerékpározás megmaradtak keresztedzéseknek.
Az első ultra távja, amelyen részt vett, a 2012-es Piros85 elnevezésű verseny volt.    
2014 óta edzője, Pész Attila segítségével készül fel.   
2015-ben első helyezést ért el a BSZM-en, illetve a 24 órás Deseda Ultramaratonon, illetve ezüstérmet szerzett a Sárvári 24 órás magyar bajnokságon.  
2016-ban 12 órás Optivita Ultrafutó kupán és a Deseda 24 órás Ultra versenyen állhatott a dobogó legfelső fokára, de ebben az névben már képviselhette hazánkat a 24 órás Európa bajnokságon is, ahol egyéniben 12., csapatban pedig a 10. helyet szerezték meg.  
2017-ben megnyerte a Sárvári 24 órás versenyt, és ismét első lett a Optivita 12 órás futóversenyen. Emellett immáron a Belfastban megrendezett 24 órás ultrafutó világbajnokságon is indulhatott a magyar csapat színeiben, ahol a férfi csapat 4. helyen végezett.  
2018-ban a Sárvári 12 órás futáson és az Ultra Tisza Tó versenyeken szerzett aranyérmet. Ebben az évben sikeresen teljesítette Spartathlont, melyet a következő esztendőben, 2019-ben a második helyen abszolvált.  
2019-ben ismét megnyerte az UTT-t új pályacsúccsal, de emellett sikerült egy-egy aranyérmet bezsebelnie a Békéscsaba–Arad 200 km-es Szupermaratonon és a Hammer Szőlőskör 50 km-es versenyén is. Az Ultra Balatonon egyéniben a 4. helyet sikerült elcsípnie, de ami még fontosabb, hogy a Franciaországban megrendezett 24 órás Ultrafutó világbajnokságon, melyen összetettben a 9. helyen végzett, csapatban a dobogó második fokára állhattak fel.  
2020 is nagyon sikeres évnek tekinthető: januárban új futópados világrekordot állított fel 12 órán, 100 mérfölden és 24 órán. Azóta a 12 órás és a 100 mérföldes csúcsát ugyan megdöntötték, de a 24 órás csúcsot jelenleg is ő tartja 286,65 km-rel. Szinte az összes versenyén első helyezettként végzett: UTT 126 , Korinthosz 160, 1 WTR,  FélBalaton Szupermaraton, Szőlőskör 100 Km.  
2020 októberében a Balatonfüredi Ultrafutó Fesztiválon szintén aranyérmet szerzett, és emellett új 24 órás országos csúcsot futott 277,484 km-es eredménnyel. Az Ultra Balaton egyéni számában is sikerült ezüstérmesnek lennie. 
A 2021-es esztendőben is hasonlóan jó eredményeket ért el, a 1WTR és az Ultra Lupa Tó 109km-es távján is győzelmet aratott, az előbbin élete eddigi leghosszabb futásán összesen 348,712 km-t futott 52 óra alatt.  
35 éves korában heti 9-11 edzést végez, így vannak olyan napok, amikor reggel is és este is fut. Átlagosan havi 800 és 1000 km közötti edzésmunkát végez. Ezt a szintet fokozatosan 10 év alatt érte el, erre a fokozatosságra hívja fel tanítványai figyelmét. Ebből kifolyólag edzőként is dolgozik, igyekszik minden tanítványának segíteni, hogy ők ne kövessék el azokat a hibákat, amelyeket ő elkövetett futókarrierje során. Tanítványai immáron népes csapatot alkotnak Csécsei Team néven. Emellett aktívan versenyzik. Nagy célja ultrafutás keretén belül 24 órás egyéni világbajnoki cím megszerzése. A válogatottság számára a legfontosabb és legnemesebb cél a futás berkein belül.

## Jelentősebb eredményei

### Ironman teljesítések
- 2012 Nagyatád
- 2013 Nagyatád
- 2014 Nagyatád
- 2014 Balatonfüred
- 2015 Nagyatád
- 2016 Roth

### Futóversenyei[5]
| 2021            | 2021                                                                          | 2021                                                                          | 2021                                                                          | 2021            | 2021              |
| --------------- | ----------------------------------------------------------------------------- | ----------------------------------------------------------------------------- | ----------------------------------------------------------------------------- | --------------- | ----------------- |
| 2021.10.01 - 02 | Ultrabalaton 216km (HUN)                                                      | Ultrabalaton 216km (HUN)                                                      | Ultrabalaton 216km (HUN)                                                      | 216km           | 216km             |
| 17:54:46 h      | Csécsei Zoltán                                                                |                                                                               | Összetettben: 1                                                               | F: 1            | Kategória F35: 1  |
|                 |                                                                               |                                                                               |                                                                               |                 |                   |
| 2021.07.16.     | Ultra Lupa Tó 109 km (HUN)                                                    | Ultra Lupa Tó 109 km (HUN)                                                    | Ultra Lupa Tó 109 km (HUN)                                                    | 109km           | 109km             |
| 09:04:35 h      | Csécsei Zoltán                                                                |                                                                               | Összetettben: 1                                                               | F: 1            | Kategória F35: 1  |
|                 |                                                                               |                                                                               |                                                                               |                 |                   |
| 2021.07.04.     | Mamma Montana 100km (HUN)                                                     | Mamma Montana 100km (HUN)                                                     | Mamma Montana 100km (HUN)                                                     | 100km           | 100km             |
| 8:30:50 h       | Csécsei Zoltán                                                                |                                                                               | Összetettben: 3                                                               | F: 3            | Kategória F35: 1  |
|                 |                                                                               |                                                                               |                                                                               |                 |                   |
| 2021.06.11-13   | 3. Riska 1 Way Ticket Run (HUN)                                               | 3. Riska 1 Way Ticket Run (HUN)                                               | 3. Riska 1 Way Ticket Run (HUN)                                               | 52h             | 52h               |
| 348.712 km      | Csécsei Zoltán                                                                | Mfse                                                                          | Összetettben: 1                                                               | F: 1            | Kategória F35: 1  |
|                 |                                                                               |                                                                               |                                                                               |                 |                   |
|                 |                                                                               |                                                                               |                                                                               |                 |                   |
| 2020            |                                                                               |                                                                               |                                                                               |                 |                   |
| 2020.10.23-25   | Balatonfüredi UltraFutó Fesztivál (BUFF) 24 Hour Hungarian Championship (HUN) | Balatonfüredi UltraFutó Fesztivál (BUFF) 24 Hour Hungarian Championship (HUN) | Balatonfüredi UltraFutó Fesztivál (BUFF) 24 Hour Hungarian Championship (HUN) | 24h             | 24h               |
| 277.484 km      | Csécsei Zoltán                                                                | Mfse                                                                          | Összetettben: 1                                                               | F: 1            | Kategória F35: 1  |
|                 |                                                                               |                                                                               |                                                                               |                 |                   |
| 2020.10.17-18   | Ultrabalaton Trail (HUN)                                                      | Ultrabalaton Trail (HUN)                                                      | Ultrabalaton Trail (HUN)                                                      | 109km           | 109km             |
| 10:23:01 h      | Csécsei Zoltán                                                                | *Szigethalom                                                                  | Összetettben: 2                                                               | F: 2            | Kategória F35: 1  |
|                 |                                                                               |                                                                               |                                                                               |                 |                   |
| 2020.10.02-03   | Ultrabalaton 221km (HUN)                                                      | Ultrabalaton 221km (HUN)                                                      | Ultrabalaton 221km (HUN)                                                      | 221km           | 221km             |
| 19:20:53 h      | Csécsei Zoltán                                                                |                                                                               | Összetettben: 2                                                               | F: 2            | Kategória F35: 1  |
|                 |                                                                               |                                                                               |                                                                               |                 |                   |
| 2020.09.05.     | Szőlőskör - Dunahouse 100K Ultra (HUN)                                        | Szőlőskör - Dunahouse 100K Ultra (HUN)                                        | Szőlőskör - Dunahouse 100K Ultra (HUN)                                        | 100km           | 100km             |
| 7:53:41 h       | Csécsei Zoltán                                                                | Mfse/Titans OF Hungary                                                        | Összetettben: 1                                                               | F: 1            | Kategória F35: 1  |
|                 |                                                                               |                                                                               |                                                                               |                 |                   |
| 2020.09.05      | Szőlőskör - Dunahouse 100K Ultra - 50km Split (HUN)                           | Szőlőskör - Dunahouse 100K Ultra - 50km Split (HUN)                           | Szőlőskör - Dunahouse 100K Ultra - 50km Split (HUN)                           | 50km            | 50km              |
| 3:51:12 h       | Csécsei Zoltán                                                                | Mfse/Titans OF Hungary                                                        | Összetettben: 1                                                               | F: 1            | Kategória F35: 1  |
|                 |                                                                               |                                                                               |                                                                               |                 |                   |
| 2020.08.21-22   | Korinthosz160 Ultramarathon (HUN)                                             | Korinthosz160 Ultramarathon (HUN)                                             | Korinthosz160 Ultramarathon (HUN)                                             | 100mi           | 100mi             |
| 13:43:45 h      | Csécsei Zoltán                                                                | *Tárnok                                                                       | Összetettben: 1                                                               | F: 1            | Kategória F35: 1  |
|                 |                                                                               |                                                                               |                                                                               |                 |                   |
| 2020.07.04      | Ultra Tisza-tó 126km (HUN)                                                    | Ultra Tisza-tó 126km (HUN)                                                    | Ultra Tisza-tó 126km (HUN)                                                    | 126km           | 126km             |
| 9:37:01 h       | Csécsei Zoltán                                                                |                                                                               | Összetettben: 1                                                               | F: 1            | Kategória F35: 1  |
|                 |                                                                               |                                                                               |                                                                               |                 |                   |
| 2020.06.19-21   | One Way Ticket Run (HUN)                                                      | One Way Ticket Run (HUN)                                                      | One Way Ticket Run (HUN)                                                      | 34h             | 34h               |
| 245.548 km      | Csécsei Zoltán                                                                |                                                                               | Összetettben: 1                                                               | F: 1            | Kategória F35: 1  |
|                 |                                                                               |                                                                               |                                                                               |                 |                   |
| 2020.03.07      | FélBalaton Supermarathon (HUN)                                                | FélBalaton Supermarathon (HUN)                                                | FélBalaton Supermarathon (HUN)                                                | 94.9km/2stages  | 94.9km/2stages    |
| 6:38:02 h       | Csécsei Zoltán                                                                | Szufla SE                                                                     | Összetettben: 1                                                               | F: 1            | Kategória F35: 1  |
|                 |                                                                               |                                                                               |                                                                               |                 |                   |
|                 |                                                                               |                                                                               |                                                                               |                 |                   |
| 2019            |                                                                               |                                                                               |                                                                               |                 |                   |
| 2019.10.26-27   | IAU 24h WC, 24 heures d'Albi - 100 km Split (FRA)                             | IAU 24h WC, 24 heures d'Albi - 100 km Split (FRA)                             | IAU 24h WC, 24 heures d'Albi - 100 km Split (FRA)                             | 100km           | 100km             |
| 8:28:02 h       | Csécsei Zoltán                                                                | National Team Hungary                                                         | Összetettben: 10                                                              | F: 9            | Kategória F35: 5  |
|                 |                                                                               |                                                                               |                                                                               |                 |                   |
| 2019.10.26-27   | IAU 24h WC, 24 heures d'Albi (FRA)                                            | IAU 24h WC, 24 heures d'Albi (FRA)                                            | IAU 24h WC, 24 heures d'Albi (FRA)                                            | 24h             | 24h               |
| 264.949 km      | Csécsei Zoltán                                                                | National Team Hungary                                                         | Összetettben: 10                                                              | F: 9            | Kategória F35: 5  |
|                 |                                                                               |                                                                               |                                                                               |                 |                   |
| 2019.10.26      | IAU 24h WC, 24 heures d'Albi - 6h Split (FRA)                                 | IAU 24h WC, 24 heures d'Albi - 6h Split (FRA)                                 | IAU 24h WC, 24 heures d'Albi - 6h Split (FRA)                                 | 6h              | 6h                |
| 70.180 km       | Csécsei Zoltán                                                                | National Team Hungary                                                         | Összetettben: 12                                                              | F: 11           | Kategória F35: 6  |
|                 |                                                                               |                                                                               |                                                                               |                 |                   |
| 2019.10.26      | IAU 24h WC, 24 heures d'Albi - 12h Split (FRA)                                | IAU 24h WC, 24 heures d'Albi - 12h Split (FRA)                                | IAU 24h WC, 24 heures d'Albi - 12h Split (FRA)                                | 12h             | 12h               |
| 138.766 km      | Csécsei Zoltán                                                                | National Team Hungary                                                         | Összetettben: 9                                                               | F: 8            | Kategória F35: 4  |
|                 |                                                                               |                                                                               |                                                                               |                 |                   |
| 2019.09.27-28   | Spartathlon (GRE)                                                             | Spartathlon (GRE)                                                             | Spartathlon (GRE)                                                             | 246km           | 246km             |
| 24:15:54 h      | Csécsei Zoltán                                                                |                                                                               | Összetettben: 2                                                               | F: 2            | Kategória F35: 1  |
|                 |                                                                               |                                                                               |                                                                               |                 |                   |
| 2019.09.07.     | Szőlőskör - Hammer 50k Ultra (HUN)                                            | Szőlőskör - Hammer 50k Ultra (HUN)                                            | Szőlőskör - Hammer 50k Ultra (HUN)                                            | 50km            | 50km              |
| 3:26:29 h       | Csécsei Zoltán                                                                |                                                                               | Összetettben: 1                                                               | F: 1            | Kategória F35: 1  |
|                 |                                                                               |                                                                               |                                                                               |                 |                   |
| 2019.07.06-07   | Ultra Tisza-tó (HUN)                                                          | Ultra Tisza-tó (HUN)                                                          | Ultra Tisza-tó (HUN)                                                          | 111km           | 111km             |
| 8:32:46 h       | Csécsei Zoltán                                                                |                                                                               | Összetettben: 1                                                               | F: 1            | Kategória F23: 1  |
|                 |                                                                               |                                                                               |                                                                               |                 |                   |
| 2019.06.01-02   | Supermaraton Békéscsaba Arad Békéscsaba (HUN)                                 | Supermaraton Békéscsaba Arad Békéscsaba (HUN)                                 | Supermaraton Békéscsaba Arad Békéscsaba (HUN)                                 | 200km/2stages   | 200km/2stages     |
| 16:56:55 h      | Csécsei Zoltán                                                                |                                                                               | Összetettben: 1                                                               | F: 1            | Kategória F23: 1  |
|                 |                                                                               |                                                                               |                                                                               |                 |                   |
| 2019.05.11-12   | Ultrabalaton 221km (HUN)                                                      | Ultrabalaton 221km (HUN)                                                      | Ultrabalaton 221km (HUN)                                                      | 221km           | 221km             |
| 22:01:46 h      | Csécsei Zoltán                                                                |                                                                               | Összetettben: 4                                                               | F: 4            | Kategória F23: 3  |
|                 |                                                                               |                                                                               |                                                                               |                 |                   |
|                 |                                                                               |                                                                               |                                                                               |                 |                   |
| 2018            |                                                                               |                                                                               |                                                                               |                 |                   |
| 2018.09.28-29   | Spartathlon (GRE)                                                             | Spartathlon (GRE)                                                             | Spartathlon (GRE)                                                             | 246km           | 246km             |
| 28:15:16 h      | Csécsei Zoltán                                                                |                                                                               | Összetettben: 25                                                              | F: 23           | Kategória F23: 9  |
|                 |                                                                               |                                                                               |                                                                               |                 |                   |
| 2018.09.08.     | Cro100 - total (WC,WMA,open) (CRO)                                            | Cro100 - total (WC,WMA,open) (CRO)                                            | Cro100 - total (WC,WMA,open) (CRO)                                            | 100km           | 100km             |
| 7:49:02 h       | Csécsei Zoltán                                                                | National Team Hungary                                                         | Összetettben: 66                                                              | F: 61           | Kategória F23: 20 |
|                 |                                                                               |                                                                               |                                                                               |                 |                   |
| 2018.09.08.     | IAU 100km WC, Sveti Martin (CRO)                                              | IAU 100km WC, Sveti Martin (CRO)                                              | IAU 100km WC, Sveti Martin (CRO)                                              | 100km           | 100km             |
| 7:49:02 h       | Csécsei Zoltán                                                                | National Team Hungary                                                         | Összetettben: 62                                                              | F: 57           | Kategória F23: 19 |
|                 |                                                                               |                                                                               |                                                                               |                 |                   |
| 2018.09.01.     | Szőlőskör - Hammer 50k Ultra (HUN)                                            | Szőlőskör - Hammer 50k Ultra (HUN)                                            | Szőlőskör - Hammer 50k Ultra (HUN)                                            | 50km            | 50km              |
| 3:43:39 h       | Csécsei Zoltán                                                                |                                                                               | Összetettben: 2                                                               | F: 2            | Kategória F23: 2  |
|                 |                                                                               |                                                                               |                                                                               |                 |                   |
| 2018.08.26.     | Suhanj! 6 órás jótékonysági futóverseny (HUN)                                 | Suhanj! 6 órás jótékonysági futóverseny (HUN)                                 | Suhanj! 6 órás jótékonysági futóverseny (HUN)                                 | 6h              | 6h                |
| 74.726 km       | Csécsei Zoltán                                                                |                                                                               | Összetettben: 2                                                               | F: 2            | Kategória F23: 2  |
|                 |                                                                               |                                                                               |                                                                               |                 |                   |
| 2018.07.14.     | Ultra Tisza-tó (HUN)                                                          | Ultra Tisza-tó (HUN)                                                          | Ultra Tisza-tó (HUN)                                                          | 111km           | 111km             |
| 8:41:57 h       | Csécsei Zoltán                                                                |                                                                               | Összetettben: 1                                                               | F: 1            | Kategória F23: 1  |
|                 |                                                                               |                                                                               |                                                                               |                 |                   |
| 2018.06.09-10   | OptiVita 12h (HUN)                                                            | OptiVita 12h (HUN)                                                            | OptiVita 12h (HUN)                                                            | 12h             | 12h               |
| 48.392 km       | Csécsei Zoltán                                                                |                                                                               | Összetettben: 24                                                              | F: 18           | Kategória F23: 4  |
|                 |                                                                               |                                                                               |                                                                               |                 |                   |
| 2018.05.26-27   | IAU 24h EC Timisoara - 100 mi Split (ROU)                                     | IAU 24h EC Timisoara - 100 mi Split (ROU)                                     | IAU 24h EC Timisoara - 100 mi Split (ROU)                                     | 100mi           | 100mi             |
| 15:27:11 h      | Csécsei Zoltán                                                                |                                                                               | Összetettben: 22                                                              | F: 19           | Kategória F23: 5  |
|                 |                                                                               |                                                                               |                                                                               |                 |                   |
| 2018.05.26-27   | IAU 24h EC Timisoara - 100 km Split (ROU)                                     | IAU 24h EC Timisoara - 100 km Split (ROU)                                     | IAU 24h EC Timisoara - 100 km Split (ROU)                                     | 100km           | 100km             |
| 9:21:34 h       | Csécsei Zoltán                                                                |                                                                               | Összetettben: 41                                                              | F: 35           | Kategória F23: 7  |
|                 |                                                                               |                                                                               |                                                                               |                 |                   |
| 2018.05.26-27   | IAU 24h EC Timisoara (ROU)                                                    | IAU 24h EC Timisoara (ROU)                                                    | IAU 24h EC Timisoara (ROU)                                                    | 24h             | 24h               |
| 233.854 km      | Csécsei Zoltán                                                                | National Team Hungary                                                         | Összetettben: 22                                                              | F: 18           | Kategória F23: 4  |
|                 |                                                                               |                                                                               |                                                                               |                 |                   |
| 2018.05.01.     | PFB-SkanUltra / 50km (HUN)                                                    | PFB-SkanUltra / 50km (HUN)                                                    | PFB-SkanUltra / 50km (HUN)                                                    | 50km            | 50km              |
| 3:32:42 h       | Csécsei Zoltán                                                                | Szufla                                                                        | Összetettben: 3                                                               | F: 3            | Kategória F23: 1  |
|                 |                                                                               |                                                                               |                                                                               |                 |                   |
| 2018.04.21.     | Sárvári 12 órás futás 2018 - 100km split (HUN)                                | Sárvári 12 órás futás 2018 - 100km split (HUN)                                | Sárvári 12 órás futás 2018 - 100km split (HUN)                                | 100km           | 100km             |
| 7:57:10 h       | Csécsei Zoltán                                                                | Szufla                                                                        | Összetettben: 1                                                               | F: 1            | Kategória F23: 1  |
|                 |                                                                               |                                                                               |                                                                               |                 |                   |
| 2018.04.21.     | Sárvári 12 órás futás 2018 (HUN)                                              | Sárvári 12 órás futás 2018 (HUN)                                              | Sárvári 12 órás futás 2018 (HUN)                                              | 12h             | 12h               |
| 147.313 km      | Csécsei Zoltán                                                                | Szufla                                                                        | Összetettben: 1                                                               | F: 1            | Kategória F23: 1  |
|                 |                                                                               |                                                                               |                                                                               |                 |                   |
|                 |                                                                               |                                                                               |                                                                               |                 |                   |
| 2017            |                                                                               |                                                                               |                                                                               |                 |                   |
| 2017.09.09.     | OptiVita 12h - 100 km Split (HUN)                                             | OptiVita 12h - 100 km Split (HUN)                                             | OptiVita 12h - 100 km Split (HUN)                                             | 100km           | 100km             |
| 7:28:05 h       | Csécsei Zoltán                                                                |                                                                               | Összetettben: 1                                                               | F: 1            | Kategória F23: 1  |
|                 |                                                                               |                                                                               |                                                                               |                 |                   |
| 2017.09.09.     | OptiVita 12h (HUN)                                                            | OptiVita 12h (HUN)                                                            | OptiVita 12h (HUN)                                                            | 12h             | 12h               |
| 149.874 km      | Csécsei Zoltán                                                                | Szufla                                                                        | Összetettben: 1                                                               | F: 1            | Kategória F23: 1  |
|                 |                                                                               |                                                                               |                                                                               |                 |                   |
| 2017.09.02.     | Szőlőskör - Hammer 50k Ultra (HUN)                                            | Szőlőskör - Hammer 50k Ultra (HUN)                                            | Szőlőskör - Hammer 50k Ultra (HUN)                                            | 50km            | 50km              |
| 3:37:23 h       | Csécsei Zoltán                                                                | *Tárnok                                                                       | Összetettben: 2                                                               | F: 2            | Kategória F23: 1  |
|                 |                                                                               |                                                                               |                                                                               |                 |                   |
| 2017.07.01-02   | IAU 24h WC Belfast (GBR)                                                      | IAU 24h WC Belfast (GBR)                                                      | IAU 24h WC Belfast (GBR)                                                      | 24h             | 24h               |
| 254.908 km      | Csécsei Zoltán                                                                | National Team Hungary                                                         | Összetettben: 10                                                              | F: 9            | Kategória F23: 5  |
|                 |                                                                               |                                                                               |                                                                               |                 |                   |
| 2017.04.22-23   | Sárvári 24 órás futás 2017 (HUN)                                              | Sárvári 24 órás futás 2017 (HUN)                                              | Sárvári 24 órás futás 2017 (HUN)                                              | 24h             | 24h               |
| 245.908 km      | Csécsei Zoltán                                                                | *Tárnok                                                                       | Összetettben: 1                                                               | F: 1            | Kategória F23: 1  |
|                 |                                                                               |                                                                               |                                                                               |                 |                   |
| 2017.04.22-23   | Sárvári 24 órás futás - 100km Split (HUN)                                     | Sárvári 24 órás futás - 100km Split (HUN)                                     | Sárvári 24 órás futás - 100km Split (HUN)                                     | 100km           | 100km             |
| 8:35:57 h       | Csécsei Zoltán                                                                | Szufla                                                                        | Összetettben: 1                                                               | F: 1            | Kategória F23: 1  |
|                 |                                                                               |                                                                               |                                                                               |                 |                   |
| 2017.03.23-26   | Balaton Szupermaraton (HUN)                                                   | Balaton Szupermaraton (HUN)                                                   | Balaton Szupermaraton (HUN)                                                   | 194km/4stages   | 194km/4stages     |
| 14:40:51 h      | Csécsei Zoltán                                                                | Szufla SE                                                                     | Összetettben: 3                                                               | F: 3            | Kategória F23: 1  |
|                 |                                                                               |                                                                               |                                                                               |                 |                   |
|                 |                                                                               |                                                                               |                                                                               |                 |                   |
| 2016            |                                                                               |                                                                               |                                                                               |                 |                   |
| 2016.10.22.     | IAU 24h EC - 24 heures d'Albi - 6h Split (FRA)                                | IAU 24h EC - 24 heures d'Albi - 6h Split (FRA)                                | IAU 24h EC - 24 heures d'Albi - 6h Split (FRA)                                | 6h              | 6h                |
| 66.327 km       | Csécsei Zoltán                                                                | National Team Hungary                                                         | Összetettben: 33                                                              | F: 27           | Kategória F23: 5  |
|                 |                                                                               |                                                                               |                                                                               |                 |                   |
| 2016.10.22.     | IAU 24h EC - 24 heures d'Albi - 12h Split (FRA)                               | IAU 24h EC - 24 heures d'Albi - 12h Split (FRA)                               | IAU 24h EC - 24 heures d'Albi - 12h Split (FRA)                               | 12h             | 12h               |
| 130.475 km      | Csécsei Zoltán                                                                | National Team Hungary                                                         | Összetettben: 19                                                              | F: 16           | Kategória F23: 3  |
|                 |                                                                               |                                                                               |                                                                               |                 |                   |
| 2016.10.22.     | IAU 24h EC - 24 heures d'Albi (FRA)                                           | IAU 24h EC - 24 heures d'Albi (FRA)                                           | IAU 24h EC - 24 heures d'Albi (FRA)                                           | 24h             | 24h               |
| 241.410 km      | Csécsei Zoltán                                                                | National Team Hungary                                                         | Összetettben: 14                                                              | F: 12           | Kategória F23: 3  |
|                 |                                                                               |                                                                               |                                                                               |                 |                   |
| 2016.09.10.     | OptiVita Ultrarunning Cup 12h - 100 km Split (HUN)                            | OptiVita Ultrarunning Cup 12h - 100 km Split (HUN)                            | OptiVita Ultrarunning Cup 12h - 100 km Split (HUN)                            | 100km           | 100km             |
| 8:21:18 h       | Csécsei Zoltán                                                                |                                                                               | Összetettben: 1                                                               | F: 1            | Kategória F23: 1  |
|                 |                                                                               |                                                                               |                                                                               |                 |                   |
| 2016.09.10.     | OptiVita Ultrarunning Cup 12h (HUN)                                           | OptiVita Ultrarunning Cup 12h (HUN)                                           | OptiVita Ultrarunning Cup 12h (HUN)                                           | 12h             | 12h               |
| 135.040 km      | Csécsei Zoltán                                                                |                                                                               | Összetettben: 1                                                               | F: 1            | Kategória F23: 1  |
|                 |                                                                               |                                                                               |                                                                               |                 |                   |
| 2016.08.13-14   | Deseda UltraMaraton (HUN)                                                     | Deseda UltraMaraton (HUN)                                                     | Deseda UltraMaraton (HUN)                                                     | 252km           | 252km             |
| 26:57:49 h      | Csécsei Zoltán                                                                |                                                                               | Összetettben: 1                                                               | F: 1            | Kategória F23: 1  |
|                 |                                                                               |                                                                               |                                                                               |                 |                   |
| 2016.04.23-24   | Sárvári 24 órás futás 2016 (HUN)                                              | Sárvári 24 órás futás 2016 (HUN)                                              | Sárvári 24 órás futás 2016 (HUN)                                              | 24h             | 24h               |
| 243.460 km      | Csécsei Zoltán                                                                | Szufla                                                                        | Összetettben: 3                                                               | F: 3            | Kategória F23: 1  |
|                 |                                                                               |                                                                               |                                                                               |                 |                   |
| 2016.03.17-20   | Balaton Szupermaraton (HUN)                                                   | Balaton Szupermaraton (HUN)                                                   | Balaton Szupermaraton (HUN)                                                   | 195.4km/4stages | 195.4km/4stages   |
| 14:38:04 h      | Csécsei Zoltán                                                                | Szufla SE                                                                     | Összetettben: 3                                                               | F: 3            | Kategória F23: 1  |
|                 |                                                                               |                                                                               |                                                                               |                 |                   |
| 2016.03.06.     | OptiVita 2016-1, 100km - NC Hungary (HUN)                                     | OptiVita 2016-1, 100km - NC Hungary (HUN)                                     | OptiVita 2016-1, 100km - NC Hungary (HUN)                                     | 100km           | 100km             |
| 7:45:47 h       | Csécsei Zoltán                                                                | Szufla                                                                        | Összetettben: 3                                                               | F: 3            | Kategória F23: 2  |
|                 |                                                                               |                                                                               |                                                                               |                 |                   |
|                 |                                                                               |                                                                               |                                                                               |                 |                   |
| 2015            |                                                                               |                                                                               |                                                                               |                 |                   |
| 2015.11.07      | 6 órás verseny Ultrafutó Kupa 5. állomás (HUN)                                | 6 órás verseny Ultrafutó Kupa 5. állomás (HUN)                                | 6 órás verseny Ultrafutó Kupa 5. állomás (HUN)                                | 6h              | 6h                |
| 78.231 km       | Csécsei Zoltán                                                                | Szufla                                                                        | Összetettben: 3                                                               | F: 3            | Kategória F23: 1  |
|                 |                                                                               |                                                                               |                                                                               |                 |                   |
| 2015.10.17.     | OptiVita Ultrafutó Kupa 4. állomás (HUN)                                      | OptiVita Ultrafutó Kupa 4. állomás (HUN)                                      | OptiVita Ultrafutó Kupa 4. állomás (HUN)                                      | 100km           | 100km             |
| 7:52:17 h       | Csécsei Zoltán                                                                | Szufla                                                                        | Összetettben: 2                                                               | F: 2            | Kategória F23: 1  |
|                 |                                                                               |                                                                               |                                                                               |                 |                   |
| 2015.09.19-20   | I Love Balaton - Szőlős Circle (Ultra Running Festival) (HUN)                 | I Love Balaton - Szőlős Circle (Ultra Running Festival) (HUN)                 | I Love Balaton - Szőlős Circle (Ultra Running Festival) (HUN)                 | 80km            | 80km              |
| 6:43:38 h       | Csécsei Zoltán                                                                |                                                                               | Összetettben: 2                                                               | F: 2            | Kategória F23: 1  |
|                 |                                                                               |                                                                               |                                                                               |                 |                   |
| 2015.08.15-16   | Deseda UltraMaraton (HUN)                                                     | Deseda UltraMaraton (HUN)                                                     | Deseda UltraMaraton (HUN)                                                     | 252km           | 252km             |
| 28:42:51 h      | Csécsei Zoltán                                                                |                                                                               | Összetettben: 1                                                               | F: 1            | Kategória F23: 1  |
|                 |                                                                               |                                                                               |                                                                               |                 |                   |
| 2015.05.30-31   | Ultrabalaton 221km (HUN)                                                      | Ultrabalaton 221km (HUN)                                                      | Ultrabalaton 221km (HUN)                                                      | 221km           | 221km             |
| 22:29:39 h      | Csécsei Zoltán                                                                |                                                                               | Összetettben: 6                                                               | F: 4            | Kategória F23: 2  |
|                 |                                                                               |                                                                               |                                                                               |                 |                   |
| 2015.05.16.     | 50 Km Velence - Ultrafutó Kupa 3. állomás (HUN)                               | 50 Km Velence - Ultrafutó Kupa 3. állomás (HUN)                               | 50 Km Velence - Ultrafutó Kupa 3. állomás (HUN)                               | 50km            | 50km              |
| 3:36:46 h       | Csécsei Zoltán                                                                | Szufla                                                                        | Összetettben: 5                                                               | F: 4            | Kategória F23: 1  |
|                 |                                                                               |                                                                               |                                                                               |                 |                   |
| 2015.04.25-26   | Sárvári 24 órás futás 2015 (HUN)                                              | Sárvári 24 órás futás 2015 (HUN)                                              | Sárvári 24 órás futás 2015 (HUN)                                              | 24h             | 24h               |
| 231.482 km      | Csécsei Zoltán                                                                | Szufla                                                                        | Összetettben: 2                                                               | F: 2            | Kategória F23: 1  |
|                 |                                                                               |                                                                               |                                                                               |                 |                   |
| 2015.03.19-22   | Balaton Szupermaraton (HUN)                                                   | Balaton Szupermaraton (HUN)                                                   | Balaton Szupermaraton (HUN)                                                   | 195.4km/4stages | 195.4km/4stages   |
| 14:25:13 h      | Csécsei Zoltán                                                                | Szufla SE                                                                     | Összetettben: 1                                                               | F: 1            | Kategória F23: 1  |
|                 |                                                                               |                                                                               |                                                                               |                 |                   |
| 2015.03.07.     | 12 órás verseny Ultrafutó Kupa 1. állomás (HUN)                               | 12 órás verseny Ultrafutó Kupa 1. állomás (HUN)                               | 12 órás verseny Ultrafutó Kupa 1. állomás (HUN)                               | 12h             | 12h               |
| 85.722 km       | Csécsei Zoltán                                                                | Szufla                                                                        | Összetettben: 50                                                              | F: 41           | Kategória F23: 9  |
|                 |                                                                               |                                                                               |                                                                               |                 |                   |
|                 |                                                                               |                                                                               |                                                                               |                 |                   |
| 2014            |                                                                               |                                                                               |                                                                               |                 |                   |
| 2014.11.29.     | Spártai Százas (HUN)                                                          | Spártai Százas (HUN)                                                          | Spártai Százas (HUN)                                                          | 100km           | 100km             |
| 9:24:23 h       | Csécsei Zoltán                                                                |                                                                               | Összetettben: 2                                                               | F: 2            | Kategória F23: 1  |
|                 |                                                                               |                                                                               |                                                                               |                 |                   |
| 2014.11.08.     | 6 órás verseny Ultrafutó Kupa 6. állomás (HUN)                                | 6 órás verseny Ultrafutó Kupa 6. állomás (HUN)                                | 6 órás verseny Ultrafutó Kupa 6. állomás (HUN)                                | 6h              | 6h                |
| 75.039 km       | Csécsei Zoltán                                                                |                                                                               | Összetettben: 5                                                               | F: 5            | Kategória F23: 2  |
|                 |                                                                               |                                                                               |                                                                               |                 |                   |
| 2014.08.02-03   | 24 órás verseny Ultrafutó Kupa 4. állomás (HUN)                               | 24 órás verseny Ultrafutó Kupa 4. állomás (HUN)                               | 24 órás verseny Ultrafutó Kupa 4. állomás (HUN)                               | 24h             | 24h               |
| 201.073 km      | Csécsei Zoltán                                                                | Szufla SE                                                                     | Összetettben: 3                                                               | F: 3            | Kategória F23: 1  |
|                 |                                                                               |                                                                               |                                                                               |                 |                   |
| 2014.06.21.     | 12 órás verseny Ultrafutó Kupa 3. állomás (HUN)                               | 12 órás verseny Ultrafutó Kupa 3. állomás (HUN)                               | 12 órás verseny Ultrafutó Kupa 3. állomás (HUN)                               | 12h             | 12h               |
| 126.538 km      | Csécsei Zoltán                                                                |                                                                               | Összetettben: 3                                                               | F: 3            | Kategória F23: 1  |
|                 |                                                                               |                                                                               |                                                                               |                 |                   |
| 2014.05.17.     | 12 órás ULTRAmarATOM (HUN)                                                    | 12 órás ULTRAmarATOM (HUN)                                                    | 12 órás ULTRAmarATOM (HUN)                                                    | 12h             | 12h               |
| 127.338 km      | Csécsei Zoltán                                                                | *Marcali                                                                      | Összetettben: 2                                                               | F: 2            | Kategória F23: 1  |
|                 |                                                                               |                                                                               |                                                                               |                 |                   |
| 2014.04.26      | Sárvári 12 órás futás 2014 (HUN)                                              | Sárvári 12 órás futás 2014 (HUN)                                              | Sárvári 12 órás futás 2014 (HUN)                                              | 12h             | 12h               |
| 130.516 km      | Csécsei Zoltán                                                                | SZUFLA                                                                        | Összetettben: 5                                                               | F: 4            | Kategória F23: 3  |
|                 |                                                                               |                                                                               |                                                                               |                 |                   |
| 2014.03.23.     | Balaton Szupermaraton Etappe 4 Balatonfüred - Siófok (HUN)                    | Balaton Szupermaraton Etappe 4 Balatonfüred - Siófok (HUN)                    | Balaton Szupermaraton Etappe 4 Balatonfüred - Siófok (HUN)                    | 52.2km          | 52.2km            |
| 4:09:11 h       | Csécsei Zoltán                                                                |                                                                               | Összetettben: 10                                                              | F: 10           | Kategória F23: 3  |
|                 |                                                                               |                                                                               |                                                                               |                 |                   |
| 2014.03.20-23   | Balaton Szupermaraton (HUN)                                                   | Balaton Szupermaraton (HUN)                                                   | Balaton Szupermaraton (HUN)                                                   | 195.4km/4stages | 195.4km/4stages   |
| 16:09:00 h      | Csécsei Zoltán                                                                |                                                                               | Összetettben: 6                                                               | F: 6            | Kategória F23: 2  |
|                 |                                                                               |                                                                               |                                                                               |                 |                   |
| 2014.03.21.     | Balaton Szupermaraton Etappe 2 Fonyód - Szigllget (HUN)                       | Balaton Szupermaraton Etappe 2 Fonyód - Szigllget (HUN)                       | Balaton Szupermaraton Etappe 2 Fonyód - Szigllget (HUN)                       | 52.9km          | 52.9km            |
| 4:26:57 h       | Csécsei Zoltán                                                                |                                                                               | Összetettben: 5                                                               | F: 5            | Kategória F23: 2  |
|                 |                                                                               |                                                                               |                                                                               |                 |                   |
| 2014.03.20.     | Balaton Szupermaraton Etappe 1 Siófok - Fonyód (HUN)                          | Balaton Szupermaraton Etappe 1 Siófok - Fonyód (HUN)                          | Balaton Szupermaraton Etappe 1 Siófok - Fonyód (HUN)                          | 46.7km          | 46.7km            |
| 3:55:58 h       | Csécsei Zoltán                                                                |                                                                               | Összetettben: 4                                                               | F: 4            | Kategória F23: 2  |
|                 |                                                                               |                                                                               |                                                                               |                 |                   |
| 2014.03.08.     | 12 órás verseny Ultrafutó Kupa 1. állomás - 100km Split (HUN)                 | 12 órás verseny Ultrafutó Kupa 1. állomás - 100km Split (HUN)                 | 12 órás verseny Ultrafutó Kupa 1. állomás - 100km Split (HUN)                 | 100km           | 100km             |
| 9:29:00 h       | Csécsei Zoltán                                                                |                                                                               | Összetettben: 9                                                               | F: 9            | Kategória F23: 1  |
|                 |                                                                               |                                                                               |                                                                               |                 |                   |
| 2014.03.08.     | 12 órás verseny Ultrafutó Kupa 1. állomás (HUN)                               | 12 órás verseny Ultrafutó Kupa 1. állomás (HUN)                               | 12 órás verseny Ultrafutó Kupa 1. állomás (HUN)                               | 12h             | 12h               |
| 121.298 km      | Csécsei Zoltán                                                                |                                                                               | Összetettben: 13                                                              | F: 11           | Kategória F23: 1  |
|                 |                                                                               |                                                                               |                                                                               |                 |                   |
|                 |                                                                               |                                                                               |                                                                               |                 |                   |
| 2013            |                                                                               |                                                                               |                                                                               |                 |                   |
| 2013.12.07.     | Spártai Százas (HUN)                                                          | Spártai Százas (HUN)                                                          | Spártai Százas (HUN)                                                          | 100km           | 100km             |
| 10:15:28 h      | Csécsei Zoltán                                                                |                                                                               | Összetettben: 3                                                               | F: 3            | Kategória F23: 1  |
|                 |                                                                               |                                                                               |                                                                               |                 |                   |
| 2013.11.02.     | Piros 85 terepfutó (TUK) (HUN)                                                | Piros 85 terepfutó (TUK) (HUN)                                                | Piros 85 terepfutó (TUK) (HUN)                                                | 88.6km          | 88.6km            |
| 11:20:00 h      | Csécsei Zoltán                                                                |                                                                               | Összetettben: 29                                                              | F: 27           | Kategória F23: 12 |
|                 |                                                                               |                                                                               |                                                                               |                 |                   |
| 2013.03.21-24   | Balaton Szupermaraton - Gesamtwertung (HUN)                                   | Balaton Szupermaraton - Gesamtwertung (HUN)                                   | Balaton Szupermaraton - Gesamtwertung (HUN)                                   | 195.4km/4stages | 195.4km/4stages   |
| 18:55:11 h      | Csécsei Zoltán                                                                | *Marcali                                                                      | Összetettben: 54                                                              | F: 47           | Kategória F23: 8  |
|                 |                                                                               |                                                                               |                                                                               |                 |                   |
| 2013.03.24.     | Balaton Szupermaraton Etappe 4 Balatonfüred - Siófok (HUN)                    | Balaton Szupermaraton Etappe 4 Balatonfüred - Siófok (HUN)                    | Balaton Szupermaraton Etappe 4 Balatonfüred - Siófok (HUN)                    | 52.2km          | 52.2km            |
| 5:51:35 h       | Csécsei Zoltán                                                                |                                                                               | Összetettben: 97                                                              | F: 81           | Kategória F23: 13 |
|                 |                                                                               |                                                                               |                                                                               |                 |                   |
| 2013.03.22.     | Balaton Szupermaraton Etappe 2 Fonyód - Szigllget (HUN)                       | Balaton Szupermaraton Etappe 2 Fonyód - Szigllget (HUN)                       | Balaton Szupermaraton Etappe 2 Fonyód - Szigllget (HUN)                       | 52.9km          | 52.9km            |
| 4:47:30 h       | Csécsei Zoltán                                                                |                                                                               | Összetettben: 21                                                              | F: 18           | Kategória F23: 6  |
|                 |                                                                               |                                                                               |                                                                               |                 |                   |
| 2013.03.21.     | Balaton Szupermaraton Etappe 1 Siófok - Fonyód (HUN)                          | Balaton Szupermaraton Etappe 1 Siófok - Fonyód (HUN)                          | Balaton Szupermaraton Etappe 1 Siófok - Fonyód (HUN)                          | 46.7km          | 46.7km            |
| 4:10:37 h       | Csécsei Zoltán                                                                |                                                                               | Összetettben: 24                                                              | F: 24           | Kategória F23: 4  |

## Egyéni rekordjai
|                  | PB        |
| ---------------- | --------- |
| 50 km            | 3:26:29   |
| 100 km           | 7:28:05   |
| 100 mi           | 13:43:45  |
| 100 mi futópadon | 12:27:03  |
| 6h               | 78,231    |
| 12h              | 149,874   |
| 12 h futópadon   | 155,32 km |
| 24 h             | 277,484   |
| 24 h futópadon   | 286,65 km |